# Harvard University
Die Harvard University (kurz Harvard) ist eine amerikanische Privatuniversität in Cambridge im Großraum Boston in Massachusetts. Sie gilt als eine der angesehensten Universitäten der Welt und wurde nach dem Theologen John Harvard benannt. Die Gründung geht auf das Jahr 1636 zurück, als fromme englische Kolonisten im damaligen Newetowne den Beschluss fassten, eine Ausbildungsstätte für Geistliche zu errichten. Aus dieser Schule ging die Harvard-Universität hervor, die damit die älteste Universität der Vereinigten Staaten ist.
Obwohl die Universität überkonfessionell ausgerichtet ist, bestanden besonders zu Beginn enge Beziehungen zu den Kongregationalisten und Unitariern. Harvard erreicht in internationalen Vergleichen stets einen hohen Platz unter den Spitzenuniversitäten und ist Gründungsmitglied der Association of American Universities. Seit einigen Jahren unterhält die Universität ein globales Netzwerk für Alumni, Gäste und Freunde.

## Geschichte

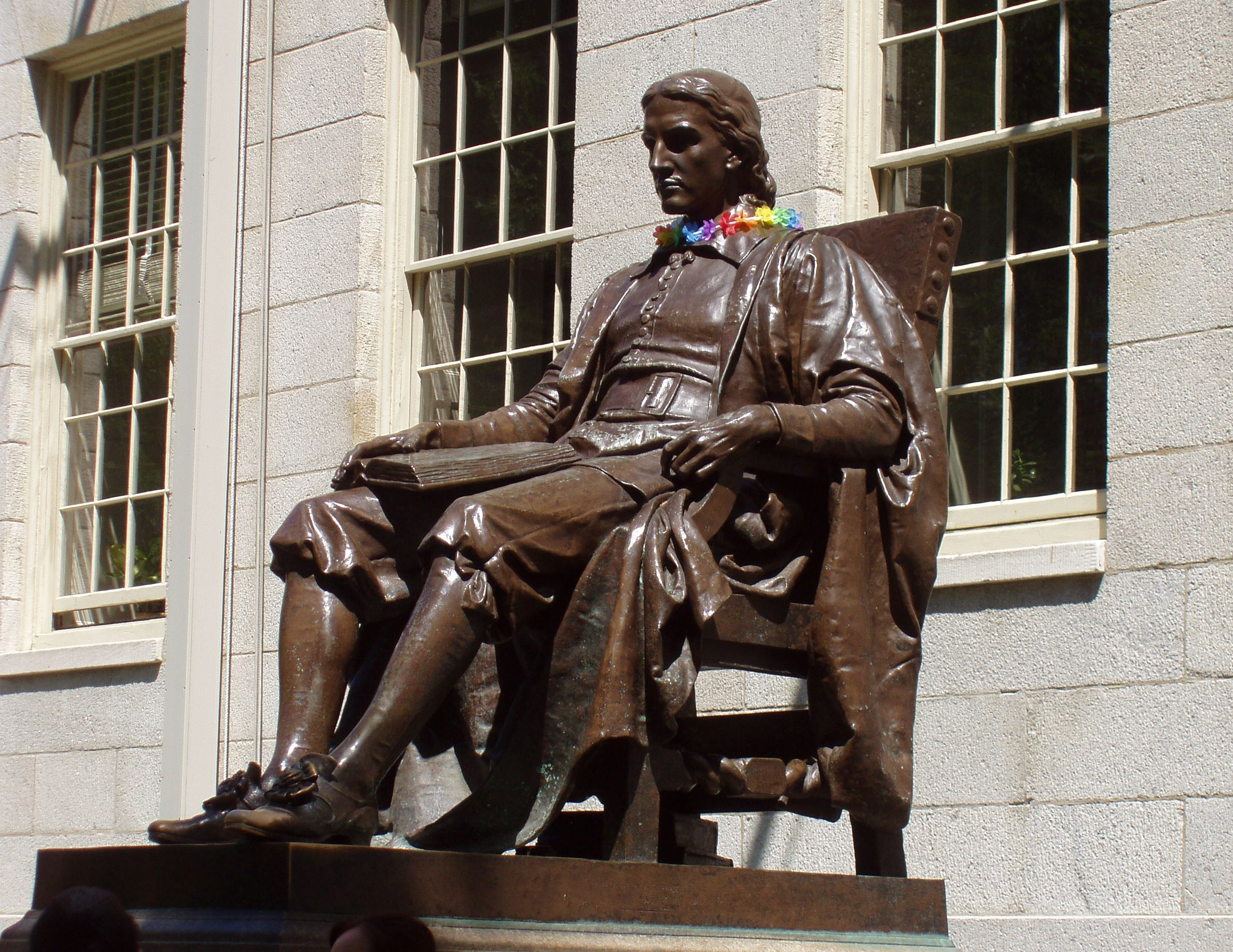
Die John-Harvard-Statue von 1884 auf dem Campus

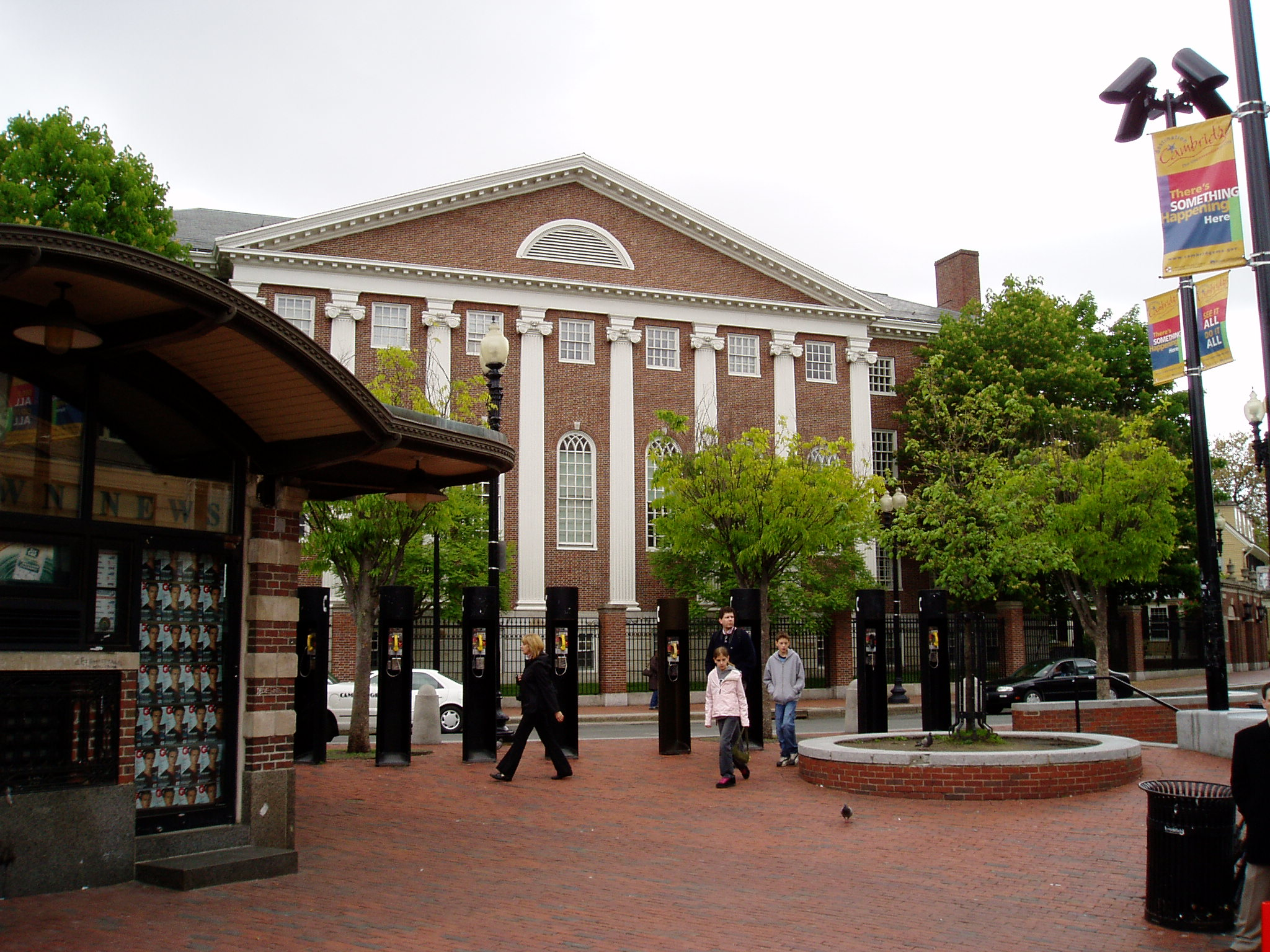
Harvard Square mit Zeitungskiosk

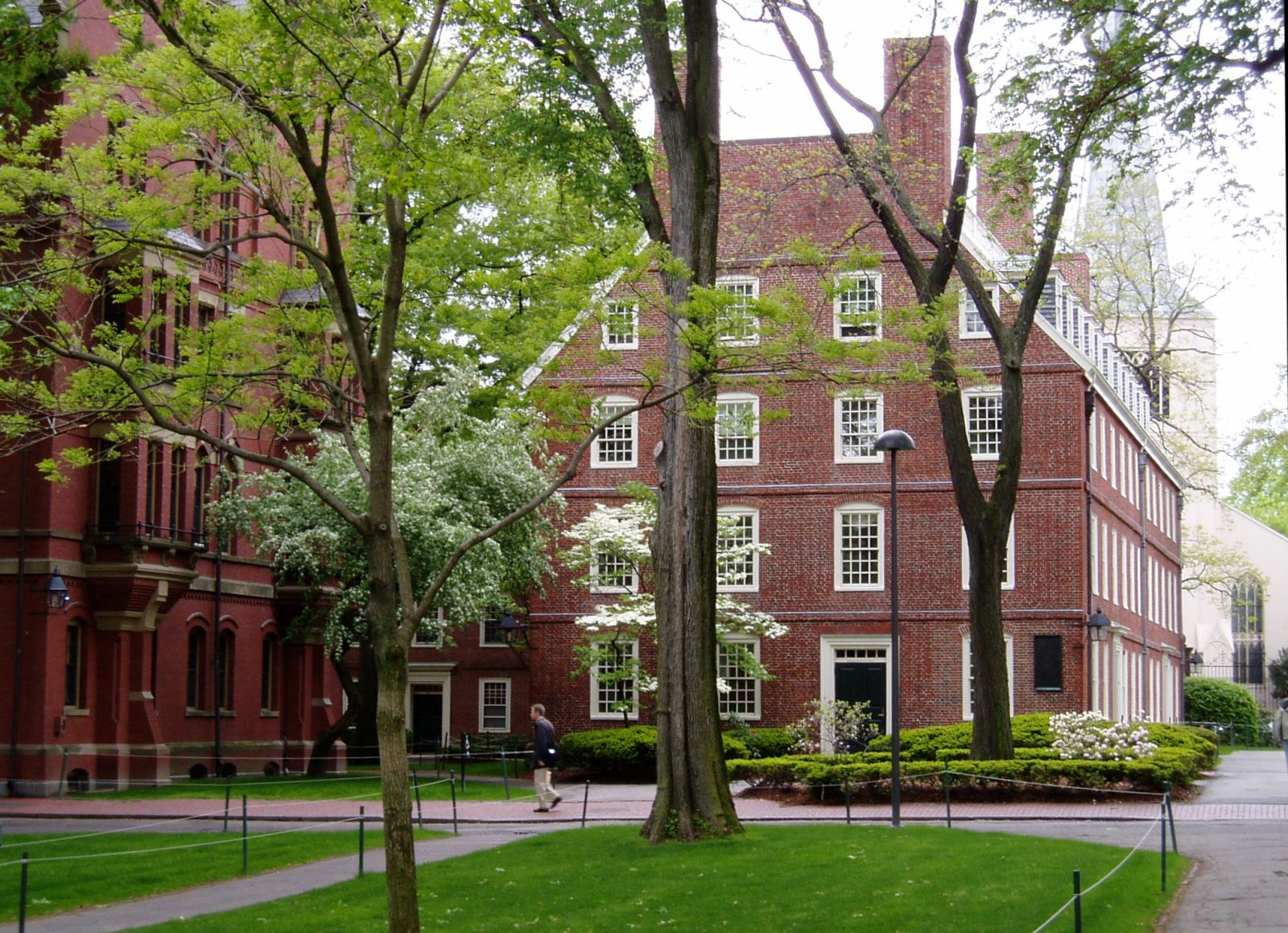
Blick auf den Campus: Massachusetts Hall, Sitz des Universitätspräsidenten

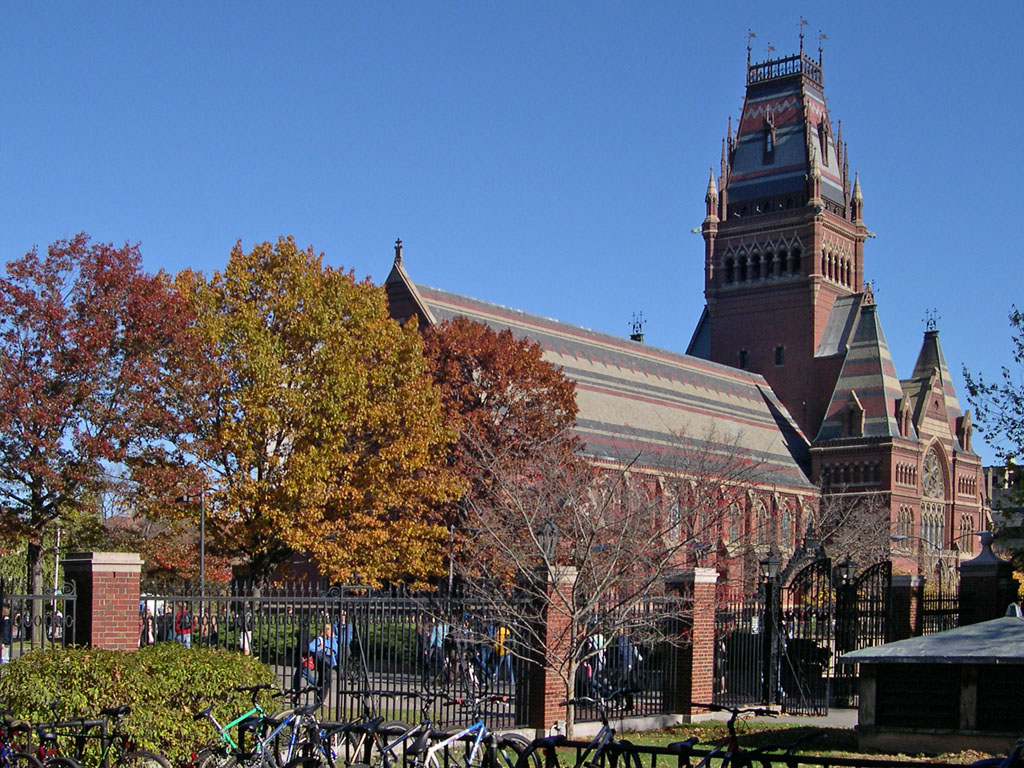
Annenberg Hall

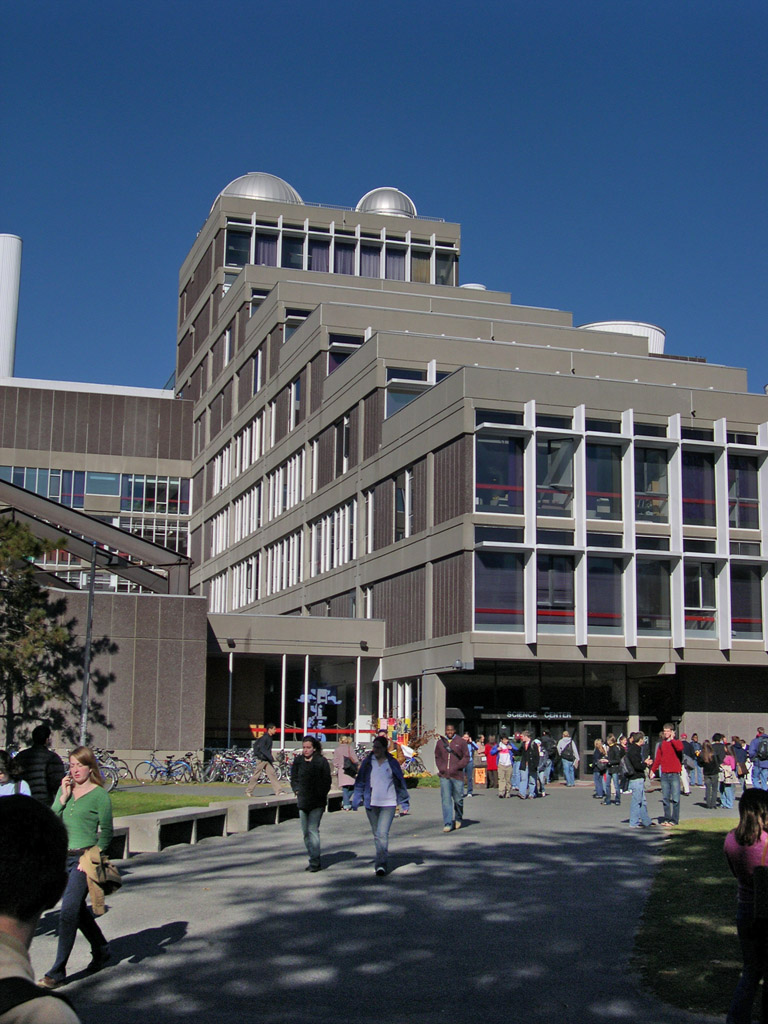
Science Center

### Gründung, Entwickung der Universität
Den ersten hundert puritanischen Flüchtlingen aus England, den Pilgervätern, die 1620 mit der Mayflower an der Ostküste Nordamerikas landeten und dort die Kolonie Plymouth aufbauten, folgten in den nächsten Jahren Tausende weiterer Emigranten. Eine größere Auswanderergruppe unter Führung von John Winthrop, die 1630 mit elf Schiffen Neuengland erreichte, gründete die Kolonie Massachusetts Bay mit der Stadt Boston. Als Nachbarort entstand 1631 Newtown, das einige Jahre später den Namen Cambridge erhielt.
Die oberste Legislative der Kolonie, der Massachusetts General Court, beschloss am 28. Oktober 1636, trotz knapper Kassen ein College zu errichten, das den Bedarf an Geistlichen im gesamten besiedelten Gebiet decken sollte. Die Männer um John Winthrop bewilligten 400 Pfund in zwei Teilbeträgen. Das Projekt erfuhr eine großzügige Förderung durch den puritanischen Geistlichen John Harvard, der 1638 starb und dem College seine Bibliothek und die Hälfte seines Vermögens hinterließ. John Harvard zu Ehren erhielt das College seinen Namen. Ein zweites Vermächtnis fiel dem Harvard College 1661 mit dem Tod von Lady Mowlson Radcliffe (Testament von 1643) zu. Der damit eingerichtete Stipendienfonds für bedürftige Studenten ist der älteste seiner Art in Amerika. Das später gegründete Radcliffe College für Frauen bewahrt ihr ehrendes Andenken.
Mit der Berufung des unitarischen Theologen Henry Ware 1805 auf die (1721 vom Kaufmann Thomas Hollis begründete) Stiftungsprofessur für Theologie wurde der zunehmende Einfluss des Unitarismus auf die Hochschule deutlich, die bis dahin vor allem von calvinistischen Kongregationalisten geprägt worden war. Zwei Jahre später, 1807, wurde von calvinistischer Seite das Andover Seminary neu gegründet. Es sollte noch viele Jahre dauern, bis sich das stark religiös-konfessionell ausgerichtete Harvard College zur Hochschule mit breiterem Lehrangebot entwickelte. 1811 wurde mit dem Massachusetts General Hospital das noch heute bestehende Lehrkrankenhaus gegründet. 1816 wurde unter dem Hochschulpräsidenten John Thornton Kirkland das heute noch bestehende Theologische Seminar Harvards, die Harvard Divinity School, gegründet, 1817 folgte die Harvard Law School. In der Folgezeit, vor allem während der Amtszeit von Charles William Eliot von 1869 bis 1909, entwickelte sich Harvard zur modernen Universität. In dieser Zeit stiegen die Einschreibungen von 1000 auf 3000 pro Jahr, die Schulen für Medizin und Rechtswissenschaften wurden erneuert und weitere neu geschaffen. Zu letzteren zählten unter anderem die Schulen für Wirtschaftswissenschaften, Zahnmedizin und Kunst. Außerdem entstand unter Eliot 1879 das Radcliffe College.
Während der Amtszeit von Abbott Lawrence Lowell als Präsident der Universität von 1909 bis 1933 wurde insbesondere die College-Ausbildung an der Harvard University umgestaltet. Diese stand insbesondere im Zeichen der Konzentration des Lehrplans auf einige Kernlehrgebiete für jeden Studiengang. Ergänzt wurde dies durch Neuerungen in der Unterbringung der sogenannten „undergraduates“. Diese sah vor, dass die Studienanfänger ein Jahr lang in den Gebäuden auf oder in der Nähe des Harvard Yards untergebracht waren und im Anschluss auf zwölf weitere Gebäude verteilt wurden. Dies sollte dem Zweck dienen, den sogenannten „Freshmen“ im ersten Studienjahr die Atmosphäre eines kleinen Colleges innerhalb der großen Universität zu bieten. Dieses System hat sich bis heute bewährt und erhalten.
Die Präsidenten der nachfolgenden 70 Jahre führten zahlreiche Erneuerungen durch, die insbesondere im Zeichen der Qualitätsverbesserung der Bildung und der Festigung der Forschungsaktivitäten standen. Zu nennen sind vor allem das General Education Program von Präsident James Bryant Conant in den 1930er Jahren, Innovationen im Bereich der Akquisition externer Forschungsmittel während der Amtszeit von Universitätspräsident Pusey und die Integration des Radcliffe Colleges in die Harvard University.

### Konflikt mit der Trump-Regierung
Zu Beginn der zweiten Präsidentschaft Donald Trumps entwickelte sich ein schwerer Konflikt zwischen Harvard und seiner Regierung. Diese wirft der Universität vor, zu wenig gegen antisemitische Proteste zu unternehmen, will aber auch weitgehenden Einfluss auf ihre Zulassungs-, Lehrplan- und Einstellungspraktiken nehmen, insbesondere bei Maßnahmen zur Diversität. Als Druckmittel wurden harte Zwangsmaßnahmen ergriffen, wie die Streichung von Finanzmitteln und der massenhafte Entzug von Studentenvisa. Harvard fühlt sich dadurch in seiner Wissenschaftsfreiheit beschränkt.
Kernpunkte der Streitigkeiten
- Unzureichende Bekämpfung von Antisemitismus: Die Trump-Regierung wirft Harvard vor, zu wenig zum Schutz jüdischer Studenten auf dem Campus zu tun, insbesondere im Rahmen der Proteste infolge des Hamas-Terroranschlags vom 7. Oktober 2023 und dem nachfolgenden Krieg in Gaza. Obwohl die Universität unter Leitung ihres (jüdischen) Präsidenten Alan Garber eine eigene Arbeitsgruppe gegen Antisemitismus einberufen und umfassende Maßnahmen zum Schutz jüdischer Studenten umgesetzt hat[13], forderte eine von Trump eingesetzte Kommission weitergehende Schritte wie das Verbot von Studenten, die als „feindlich gegenüber amerikanischen Werten“ eingestuft wurden, die Überprüfung politischer Ideologien und vierteljährliche Berichte. Harvard wies diese als Eingriff in die akademische Freiheit zurück.[14][15]
- Diversitätsmaßnahmen: Wie viele andere Hochschulen und Organisationen ist auch Harvard bemüht, die soziale Diversität unter den Studenten zu erhalten. So wurden Bewerber aus sozial schwächeren Haushalten oder ethnischen Minderheiten gefördert, um gesellschaftlicher Diskriminierung und Rassismus entgegenzuwirken. Die Trump-Regierung hat sich jedoch zum Ziel gesetzt, solche Diversity, Equity and Inclusion (DEI) Programme bundesweit zu stoppen und fordert von Harvard, etwa soziale Merkmale (z. B. Geschlecht, Hautfarbe, Herkunft) im Bewerbungsprozess nicht länger zu berücksichtigen. Tatsächlich haben diese allerdings schon seit einem Gerichtsurteil im Jahre 2023 keinen Einfluss mehr auf die Studienzulassung. Als Entgegenkommen hat die Universität zudem bereits ihre DEI-Abteilung umgewidmet und die Stelle des Diversitätsbeauftragten aufgelöst.[16]
- Finanzierungskürzungen: Als Reaktion auf Harvards Weigerung, die Forderungen zu erfüllen, hat die Trump-Regierung Bundesmittel eingefroren und gekürzt, darunter Zuschüsse in Milliardenhöhe für medizinische und wissenschaftliche Forschungsprojekte.[17] Im April 2025 wurden Fördergelder von 2,2 Milliarden sowie 60 Millionen Dollar an mehrjährigen Verträgen eingefroren.[18] Bildungsministerin Linda McMahon teilte Harvard mit, dass die Universität von künftigen Bundeszuwendungen ausgeschlossen sei.[19] Das American Jewish Committee verurteilte die „übermäßig weitreichenden“ Kürzungen der Forschungsmittel, die „vom notwendigen Kampf gegen Antisemitismus ablenken, während sie die weltweite Vorrangstellung der amerikanischen Forschungsuniversitäten bedrohen.“ Zur Bekämpfung von Antisemitismus seien vor allem Antidiskriminierungsgesetze notwendig.[20]
- Drohung mit Entzug des Steuerbefreiungsstatus: Präsident Trump drohte persönlich mit dem Entzug der Steuerbefreiung von Harvard, ein drastischer Schritt, der die Fähigkeit der Universität zur Mittelbeschaffung erheblich beeinträchtigen würde.[21][22]
- Klagen und rechtliche Auseinandersetzungen: Harvard hat gegen die Trump-Regierung Klage eingereicht und argumentiert, dass die Maßnahmen der Regierung gegen das First Amendment (Redefreiheit und akademische Freiheit) verstoßen und willkürlich seien.[23] Die Universität fordert die Freigabe der eingefrorenen Gelder und das Verbot zukünftiger Anforderungen, die die institutionelle Autonomie untergraben.[24][25]
- Entzug der Akkreditierung für internationale Studenten: Ein bedeutender Eskalationsschritt erfolgte am 22. Mai 2025 durch die Heimatschutzministerin Kristi Noem mit dem Entzug der Akkreditierung Harvards für die Einschreibung internationaler Studenten. Dies betrifft fast 7.000 Studierende (über ein Viertel der Eingeschriebenen), die nun entweder an andere Universitäten wechseln müssen oder ihren Aufenthaltsstatus in den USA verlieren. Jeder dieser Studenten entrichtet jährlich Studiengebühren in Höhe von 59.000 bis 87.000 Dollar.[26] Das Department of Homeland Security begründete die Maßnahme erneut mit Harvards Weigerung, umfassende Berichte über seine Studenten abzugeben, seine Diversitätsrichtlinien anzupassen und dem Umgang mit pro-palästinensischen Protesten.[27] Dieser faktische massenhafte Entzug der Studentvisa wurde jedoch am 23. Mai 2025 von einem Bundesgericht in Boston im einstweiligen Rechtschutz vorläufig gestoppt.[28][29][30]

Harvard, als eine der ältesten und reichsten Universitäten Amerikas, ist die erste Elitehochschule, die sich den Forderungen der Trump-Regierung widersetzt.

## Universitätsaufbau
Die Harvard-Universität wird verwaltungstechnisch und politisch durch zwei Einrichtungen geführt.
Die Harvard Corporation ist die Exekutive der Universität und verantwortlich für das Management der Universitätsfinanzen und Entscheidungen über die politische und verwaltungstechnische Ausrichtung der Universität. Sie besteht aus sieben Personen, unter anderem dem Universitätspräsidenten. Das Aufsichtsorgan ist das „Board of Overseers“, das aus 30 Mitgliedern besteht, die größtenteils durch die Graduates der Universität gewählt werden. Durch regelmäßige Sitzungen ist das Board of Overseers über die geschäftlichen und politischen Angelegenheiten der Universität gut informiert. Neben der Überwachung obliegt dem Board ebenfalls die Beratung der Corporation vor allem in wirtschaftlichen Angelegenheiten.
Wie im amerikanischen Universitätssystem üblich, ist die Harvard University das Dach für mehrere wirtschaftlich eigenständige Institutionen. Neun Fakultäten obliegt die Verwaltung der zwölf Schulen und Colleges. Hinzu kommt eine Fakultät für die Verwaltung des Radcliffe Institute for Advanced Study. Jede Einheit wird von einem Dekan geleitet, der vom Universitätspräsidenten ernannt wird.

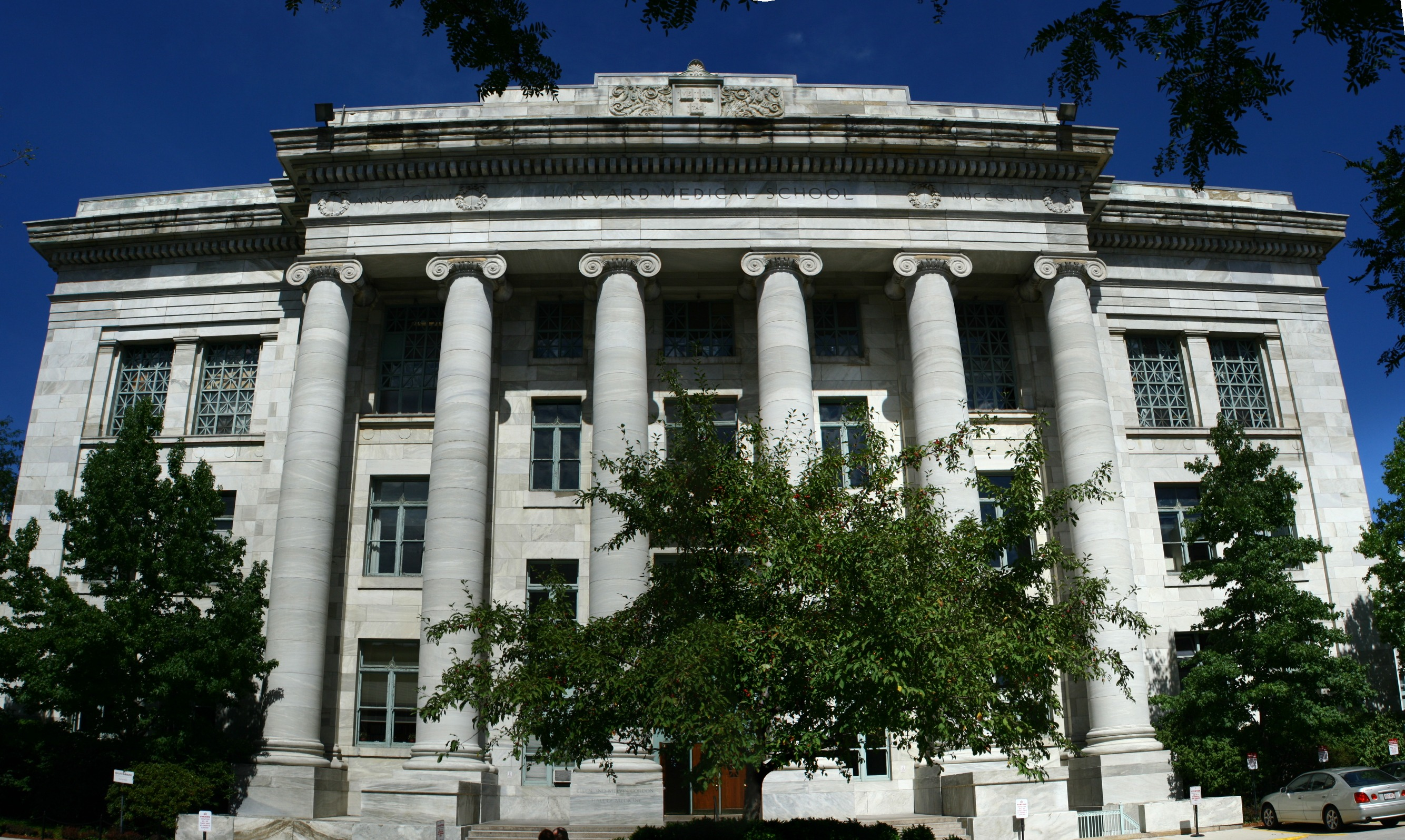
Verwaltungsgebäude der Harvard Medical School auf dem Longwood Medical Area in Boston

Die akademischen Einheiten („Schools“) der Harvard University sind (sortiert nach Gründungsdatum):
- 1636: Harvard College (College)
- 1782: Harvard Medical School (HMS)
- 1816: Harvard Divinity School (HDS)
- 1817: Harvard Law School (HLS)
- 1847: Harvard School of Engineering and Applied Sciences (SEAS)
- 1867: Harvard School of Dental Medicine (SDM)
- 1872: Harvard Graduate School of Arts and Sciences (GSAS)
- 1879: Radcliffe College, 1999 voll in die Universität integriert als Radcliffe Institute for Advanced Study at Harvard University (Harvard Radcliffe Institute)
- 1908: Harvard Business School (HBS)
- 1910: Harvard University Division of Continuing Education (DCE) / Harvard Extension School (HES)
- 1913: Harvard T.H. Chan School of Public Health (HSPH)
- 1920: Harvard Graduate School of Education (GSE)
- 1936: Harvard University Graduate School of Design (GSD)
- 1936: John F. Kennedy School of Government (HKS)

## Weitere Einrichtungen
Harvards Bibliothekssystem, die Harvard University Library, ist das älteste in den Vereinigten Staaten. Zusammengeschlossen sind neben einem Zentrum für Bestandserhaltung, dem Weissman Preservation Center, für die große Zahl an besonders wertvollen Sammlungsbeständen, rund 80 Einzelbibliotheken, die selbst teils Weltruf genießen und die den größten universitären Bibliothekskomplex der Welt bilden. Zurzeit (Stand: 2013) umfassen die Universitätsbibliotheken der Harvard University mehr als 16,8 Millionen Bände, Manuskripte und Mikrofilme, die über die OPACs HOLLIS und HOLLIS Classic erschlossen werden. Das Hauptgebäude ist die 1915 eröffnete Widener Library.
Die Harvard University verfügt über eigene Studentenwohnheime und ein Wahlsystem, durch das die Studenten ihre Kurse teilweise selbst bestimmen können. Daneben existiert ein Pflichtprogramm zur Begabtenförderung. Am Harvard College, dem ältesten Teil der Universität, kann man den Abschluss des Bachelor of Arts (B. A.) und den Bachelor of Science (B. S.) erlangen. Traditionell werden in Harvard für die Abschlüsse die lateinischen Bezeichnungen verwendet, also A. B. (Artium Baccalaureus) und S. B. (Scientiae Baccalaureus).
Obwohl die Studentenschaft in Harvard heute beide Geschlechter umfasst, existierte ursprünglich eine Studieneinrichtung nur für Frauen, das Radcliffe College. Erst 1975 schaffte Harvard die Zulassungsbeschränkung für Studentinnen ab. Die Zulassungskriterien zählen zu den härtesten der USA: Für die Abschlussklasse 2017 wurden 5,8 % der Bewerber angenommen, die niedrigste Quote aller Ivy-League-Universitäten.
Zu den ausländischen Harvard-Institutionen gehört etwa der ehemalige Wohnsitz des Kunstkritikers Bernard Berenson, die Villa I Tatti in Settignano (Italien), heute ein Universitätszentrum für Studien der Renaissance. Auch das internationale Salzburg Seminar mit Sitz in Schloss Leopoldskron in Salzburg wurde 1947 von Harvard-Studenten ins Leben gerufen.
Das Arnold-Arboretum ist ein zur Universität gehöriges Arboretum, also ein Botanischer Garten mit Schwerpunkt auf Bäume und Sträucher. Das Harvard-College-Observatorium ist heute Bestandteil des Harvard-Smithsonian Center for Astrophysics. Zu den weiteren Einrichtungen der Universität gehört das Harvard Radcliffe Institute, das eine Fortführung des Radcliffe College ist.

## Finanzierung, Vermögensverwaltung
Als typische private Stiftungsuniversität bestand für die Harvard-Universität schon immer die Notwendigkeit, den beständig steigenden Mittelbedarf selbst aufzubringen. Die Regelstudiengebühren von rund 52.000 US-Dollar pro Jahr und Studienplatz decken nur einen kleineren Teil der Kosten, denn etwa 70 % aller Studenten erhalten Stipendien und/oder erhebliche Teile der Studiengebühren erlassen. Bei einem geringen Familieneinkommen müssen keinerlei Studiengebühren gezahlt werden. Studiengebühren, abzüglich aller Stipendien, stellten im Jahr 2010 nur 19 Prozent der Gesamteinnahmen dar. Ein größerer Teil der Einnahmen stammt aus den zahlreichen Patenschaften und Kooperationen mit Firmen, gesellschaftlichen Gruppen, aus Vermächtnissen reicher Freunde, oft ehemalige Studenten, und vor allem aus Erträgen des Stiftungsvermögens. Die Gesamteinnahmen zum Ende des Geschäftsjahres 2010 betrugen rund 3,7 Milliarden US-Dollar. Sie setzten sich wie folgt zusammen:
| 35 |

| 19 |

| 18 |

| 17 |

| 7 |

| 4 |

Schon früh war die Universitätsleitung dazu übergegangen, sich den Schwankungen dieser Einnahmequellen durch Anlegen eines Finanzpolsters möglichst zu entziehen. In den letzten Jahrzehnten hat sich Harvard einen Vermögensstock zugelegt, der mit der Börsenentwicklung zum 30. Juni 2008 auf rund 37 Milliarden US-Dollar aufgelaufen war. Von anfangs fünf Bankfachleuten war die Finanzverwaltung schließlich auf 200 Fachleute angewachsen, die einen regen Personalaustausch mit den Investmentspezialisten der Banken betrieben. Schon lange hatten Spötter anzumerken, dass Harvard sich zu einer „Bank mit angeschlossener Universität“ entwickelt habe.
Der Vermögensfonds Harvards wurde von der Weltfinanzkrise 2007–2008 getroffen: der Gesamtwert des Fonds war 2009 um mehr als ein Viertel eingebrochen. Viele Fakultäten mussten in diesem Jahr mit erheblichen Budgetkürzungen zurechtkommen. Trotz der Verluste blieb Harvard mit einem Vermögen von rund 26 Milliarden US-Dollar (Stand: Juni 2009) weiterhin die vermögendste Hochschule der Welt. Bis 2011 war der Vermögenswert wieder stark angestiegen und betrug 32 Milliarden US-Dollar. Er sank zuletzt von 51,9 Milliarden US-Dollar im Jahr 2021 auf 49,4 Milliarden US-Dollar im Jahr 2022.

## Studenten
Die Zulassung der Studenten erfolgt nach den Kriterien „akademische Fähigkeiten“ (academic prowess), „außerschulische Aktivitäten“ (extracurricular activities) sowie „persönliche Beurteilung“ (personal rating). Im Gegensatz zu den anderen beiden Kriterien ist die persönliche Beurteilung nach Ansicht einiger Autoren rein subjektiv und wird von Beamten entschieden, die die Studenten nicht einmal kennengelernt hätten.
Bis zu einem Familieneinkommen von 100.000 US-Dollar pro Jahr (April 2025) müssen keine Studiengebühren gezahlt werden. Harvard vergibt keine Stipendien an Austauschstudenten.

### Statistik
Von den 20.042 Studenten im akademischen Jahr 2005/2006 waren ca. 52 % Männer und 48 % Frauen. 44,6 % der Studenten waren US-Amerikaner europäischer Herkunft, 13,1 % US-Amerikaner asiatischer oder pazifischer Herkunft, 6,5 % Afroamerikaner, 5,3 % US-Amerikaner lateinamerikanischer Herkunft, 0,6 % amerikanische Ureinwohner, 18,9 % internationale Studenten und zu 10,9 % gab es keine Angabe. Von den 3669 internationalen Studenten im akademischen Jahr 2005/2006 kamen 1357 (37 %) aus Asien, davon 378 aus der Volksrepublik China, 244 aus Südkorea, 189 aus Indien, 135 aus Japan, 113 aus Taiwan, 73 aus der Türkei und 298 aus anderen asiatischen Staaten.
Aus Europa kamen 1022 (28 %), 177 davon aus Großbritannien, 173 aus Deutschland, 76 aus Frankreich, 53 Italien, jeweils 51 aus Bulgarien und Russland, 18 aus Zypern und insgesamt 455 aus anderen europäischen Staaten. Aus Nordamerika stammten 559 (15 %), davon aus Kanada 481 und 78 aus Mexiko. Aus Brasilien stammten 64, aus Kolumbien 40, aus Argentinien 35, aus Chile 32, aus Peru 20 und aus anderen zentral- und südamerikanischen Staaten, womit Zentral- und Südamerika zusammen 249 Studenten (6,8 %) kamen.
Aus dem Nahen und dem Mittleren Osten kamen insgesamt 215 (5,9 %); aufgeschlüsselt nach Land: 71 aus Israel, 13 aus dem Libanon, 10 aus Saudi-Arabien und 32 aus anderen Staaten des Nahen und des Mittleren Ostens. Aus Afrika kamen 162 Studenten (4,4 %), davon 25 aus Nigeria, 22 aus Südafrika, 18 aus Kenia, 17 aus Ghana, 16 Simbabwe und 64 weitere aus anderen afrikanischen Staaten. 103 (2,8 %) Studenten stammten aus Ozeanien, davon 82 aus Australien, 20 aus Neuseeland und ein Student aus Fidschi. Zwei Studenten waren staatenlos.
Im Mai 2025 – bei insgesamt 6.800 ausländischen Studenten in Harvard – verbot die Regierung es der Harvard University, ausländische Studenten für das Jahr 2025/2026 aufzunehmen; bereits dort Studierende müssten die Hochschule wechseln und verlören andernfalls ihren Aufenthaltsstatus. Die Ministerin für Innere Sicherheit Kristi Noem verwies auf die Weigerung der Universität, eine Liste ihrer ausländischen Studierenden vorzulegen. Sie beschuldigte die Universität zudem, ein unsicheres Campus-Umfeld aufrechtzuerhalten, das jüdischen Studenten gegenüber feindselig sei, Pro-Hamas-Sympathien fördere und „rassistische Praktiken der Vielfalt, Gleichberechtigung und Integration anwende“.

### Kritik am Zulassungsprozess
Es wird kritisiert, dass subjektive Kriterien dazu dienen, einzelne Gruppen von Bewerbern (insbesondere Amerikaner mit asiatischen Vorfahren) zu Gunsten anderer Bewerber (insbesondere Afroamerikaner) zu benachteiligen. Auch eine interne Untersuchung der Universität selber aus dem Jahr 2013 bestätigte, dass es eine systemische Benachteiligung von asiatisch-amerikanischen Bewerbern im Bewerbungsprozess gibt. Eine Analyse durch Peter Arcidiacono von der Duke-Universität fand heraus, dass ein Amerikaner mit asiatischen Wurzeln, der aufgrund seiner Fähigkeiten eine 25%ige Chance auf Zulassung aufweist, als Hispanic mit einer Wahrscheinlichkeit von 77 % und als Afroamerikaner gar mit einer Wahrscheinlichkeit von 95 % aufgenommen würde. Der Economist verglich diese Art der Benachteiligung mit der Politik des früheren Präsidenten Harvards Abbott Lawrence Lowell, der durch die Bewertung des Charakters von Bewerbern eine Reduktion des Anteils an jüdischen Studenten erreichen wollte (und damit Erfolg hatte).
2014 begann in dieser Angelegenheit ein Prozess gegen Harvard, der durch Students for Fair Admissions eingebracht worden war. Am 29. Juni 2023 entschied der Oberste Gerichtshof der Vereinigten Staaten zugunsten der Students for Fair Admissions, dass Affirmative Action bei der Zulassung zum Studium gegen die Gleichbehandlungsklausel des 14. Zusatzartikels sowie gegen das Diskriminierungsverbot des Civil Rights Act von 1964 verstößt.

## Sport
Die Sportteams der Universität werden Harvard Crimson genannt. Die Hochschule ist Mitglied in der Ivy League. Im Harvard-Stadion mit 30.898 Zuschauer-Sitzplätzen finden Spiele in American Football statt. Harvard gehört zu den leistungsstärksten Universitäten im Wettkampfsport. Mit 43 Mannschaften hat sie mehr College-Mannschaften als irgendeine andere Universität der NCAA Division I. Da die anderen großen Universitäten Leistungssportstipendien vergeben, Harvard aber nicht, ist die Universität in der Lage, mehr Mannschaften mit Trainern, Fahrtkosten, Material, Physiotherapeuten etc. auszustatten.

## Sehenswürdigkeiten in Nähe des Campus
Auf dem Harvard-Gelände befinden sich verschiedene Museen und Sammlungen, unter ihnen das Fogg Art Museum, das europäische und amerikanische Gemälde, Skulpturen und Drucke des 18. und 19. Jahrhunderts enthält. Hinzu kommen das Busch-Reisinger Museum, das Werke deutscher und nordeuropäischer Meister beheimatet, und das Arthur M. Sackler Museum vor allem mit Kunst aus Asien und dem islamischen Raum.
Weitere Sehenswürdigkeiten sind die Memorial Church zu Ehren der seit dem Ersten Weltkrieg gefallenen Harvard-Absolventen, die Widener Library und der kirchenähnliche Monumentalbau der Sanders Theater Memorial Hall. Architektonisch interessant ist ebenfalls die Anlage des Radcliffe Colleges im Carré zwischen Appian Way, Brattle, Mason und Garden Street.

## Persönlichkeiten
- John Adams (1735–1826), 2. Präsident der USA
- John Quincy Adams (1767–1848), 6. Präsident der USA
- Leroy Anderson (1908–1975), Komponist und Dirigent
- Darren Aronofsky (* 1969), Regisseur
- Ban Ki-moon (* 1944), ehem. UN-Generalsekretär
- Gregory Bateson (1904–1980), Kybernetiker, Anthropologe, Ethnologe und Philosoph
- Louis Begley (* 1933), Rechtsanwalt und Autor
- Leonard Bernstein (1918–1990), Komponist und Dirigent
- Alex Biega (* 1988), Eishockeyspieler
- Lloyd C. Blankfein (* 1954), ehemaliger CEO von Goldman Sachs
- Michael Bloomberg (* 1942), ehemaliger Bürgermeister von New York City
- Reinhold Brinkmann (1934–2010), Musikwissenschaftler
- Harold Brodkey (1930–1996), Schriftsteller
- William S. Burroughs (1914–1997), Schriftsteller
- George W. Bush (* 1946), 43. Präsident der USA
- Felipe Calderón (* 1962), mexikanischer Präsident
- Waddill Catchings (1879–1967), ehemaliger Partner von Goldman Sachs
- Noam Chomsky (* 1928), Linguist
- Charmaine Craig (* 1971), Schauspielerin und Schriftstellerin
- Melinda Crane (* 1956), Journalistin und Moderatorin
- Matt Damon (* 1970), Schauspieler
- John Daugman (1954–2024), Informatiker
- Ryan Donato (* 1996), Eishockeyspieler
- T. S. Eliot (1888–1965), Lyriker
- Ralph Waldo Emerson (1803–1882), Philosoph
- Ryan Fitzpatrick (* 1982), NFL-Footballspieler
- Elliot Forbes (1917–2006), Musikwissenschaftler
- Adam Fox (* 1998), Eishockeyspieler
- Jonathan Frakes (* 1952), Schauspieler und Regisseur
- Robert Frost (1874–1963), Dichter und Pulitzer-Preisträger
- Bill Gates (* 1955), Gründer von Microsoft
- Rebecca Goldin (* 20. Jahrhundert), Mathematikerin und Hochschullehrerin
- Annette Gordon-Reed (* 1958), Historikerin, Rechtswissenschaftlerin und Pulitzer-Preisträgerin
- Al Gore (* 1948), 45. Vizepräsident der USA und Friedensnobelpreisträger
- Mark Greif (* 1975), Autor und Herausgeber
- Kenneth C. Griffin (* 1968), Gründer von Citadel LLC
- Fred Gwynne (1926–1993), Schauspieler und Autor
- Hill Harper (* 1966), Schauspieler
- Rutherford B. Hayes (1822–1893), 19. Präsident der USA
- David Heilbroner (* 1957), Dokumentarfilmer
- Brian Higgins (* 1959), Politiker
- Gerald Hörhan (* 1975), Autor und Geschäftsmann
- William James (1842–1910), Psychologe und Philosoph
- Philip Johnson (1906–2005), Architekt und Architekturkritiker
- Tommy Lee Jones (* 1946), Schauspieler
- Eric Kandel (* 1929), Neurowissenschaftler und Nobelpreisträger
- Hans Kelsen (1881–1973), Rechtswissenschaftler
- John F. Kennedy (1917–1963), 35. Präsident der USA
- Alexander Kerfoot (* 1994), kanadischer Eishockeyspieler
- Sisi Khampepe (* 1957), südafrikanische Verfassungsrichterin
- Alexander Killorn (* 1989), kanadischer Eishockeyspieler
- Henry Kissinger (1923–2023), US-Außenminister, Nobelpreisträger
- Juliane Kokott (* 1957), Generalanwältin am Europäischen Gerichtshof
- Stefan Lano (* 1952), Komponist, Korrepetitor und Dirigent
- Karl Lauterbach (* 1963), Professor für Medizin, 2021–2025 deutscher Bundesgesundheitsminister im Kabinett Scholz
- Ryan Leslie (* 1978), Musiker
- Jeremy Lin (* 1988), Basketballspieler
- Denton Lotz (1939–2019), baptistischer Theologe
- James Russell Lowell (1819–1891), Lyriker
- Dan Maffei (* 1968), Politiker
- Herbert Marcuse (1898–1979), Soziologe und Philosoph
- John Marino (* 1997), Eishockeyspieler
- Eric S. Maskin (* 1950), Wirtschaftswissenschaftler, Nobelpreis für Wirtschaftswissenschaften
- Cotton Mather (1663–1728), Theologe
- Robert Metcalfe (* 1946), Erfinder des Ethernet
- Beatrice Weder di Mauro (* 1965), Wirtschaftswissenschaftlerin
- Ernst Mayr (1904–2005), Evolutionsbiologe
- Dominic Moore (* 1980), Eishockeyspieler
- Tom Morello (* 1964), Gitarrist
- Dustin Moskovitz (* 1984), Mitbegründer von Facebook
- Scott Murphy (* 1970), Politiker
- Gabe Newell (* 1962), Spieleentwickler
- Barack Obama (* 1961), 44. Präsident der USA und Friedensnobelpreisträger
- Michelle Obama (* 1964), Anwältin und Ehefrau von Barack Obama
- Conan O’Brien (* 1963), Talkshow-Moderator
- David Otunga (* 1980), Wrestler
- Charles S. Peirce (1839–1914), Mathematiker und Philosoph
- René Peters (* 1971), Chemiker und Professor
- Kirk Petshek (1913–1973), Rechtswissenschaftler und Professor
- Steven Pinker (* 1954), Psychologe
- Natalie Portman (* 1981), Schauspielerin
- Tom Rapoport (* 1947), Biochemiker
- Mitt Romney (* 1947), Politiker
- Franklin D. Roosevelt (1882–1945), 32. Präsident der USA
- Theodore Roosevelt (1858–1919), 26. Präsident der USA
- Arianna W. Rosenbluth (1927–2020), Physikerin und Informatikerin
- Eduardo Saverin (* 1982), Co-Gründer von Facebook
- Francis Schulte (1926–2016), Politik- und Verwaltungswissenschaftler, Erzbischof von New Orleans
- Alan Seeger (1888–1916), Dichter
- Charles Seeger (1886–1979), Musikwissenschaftler und Komponist
- Pete Seeger (1919–2014), Musiker
- George P. Smith (* 1941), Nobelpreisträger der Chemie
- Diane Souvaine (* 1954), Mathematikerin, Informatikerin und Hochschullehrerin
- Wallace Stevens (1879–1955), Lyriker und Essayist
- Rolf Singer (1906–1994), Mykologe
- Zvezdelina Stankova (* 1969),  bulgarische Mathematikerin und Hochschullehrerin
- Don Sweeney (* 1966), Eishockeyspieler und -funktionär
- Paul Sweezy (1910–2004), Ökonom
- Telford Taylor (1908–1998), Chefankläger bei den Nürnberger Prozessen nach Robert H. Jackson, Jurist
- Henry David Thoreau (1817–1862), Schriftsteller und Philosoph
- Scott Turow (* 1949), Schriftsteller und Jurist
- Mark Tushnet (* 1945), Bürgerrechtler
- Brian Tyler (* 1972), Filmkomponist
- Jimmy Vesey (* 1993), Eishockeyspieler
- Harry Widener (1885–1912), Buchsammler und Namensgeber der Widener Library
- Hansjörg Wyss (* 1935), Schweizer Unternehmer und Mäzen
- Jeff Zucker (* 1965), Präsident von CNN
- Mark Zuckerberg (* 1984), Gründer von Facebook

## Lehrkörper
Zu den Professoren, die in Harvard lehren, gehören der Kognitionswissenschaftler Steven Pinker, die Physikerin Lisa Randall, der Physiker Markus Greiner, die Chemiker Elias James Corey, Dudley R. Herschbach und George M. Whitesides, der Shakespeare-Experte Stephen Greenblatt, Autor Louis Menand, Kritikerin Helen Vendler, die Historiker Henry Louis Gates, Jr. und Niall Ferguson, die Wirtschaftswissenschaftler Amartya Sen, N. Gregory Mankiw, Robert Barro und Stephen A. Marglin, die politischen Philosophen Harvey Mansfield und Michael Sandel, die Politikwissenschaftler Robert Putnam und Joseph Nye, der Kunsthistoriker Jeffrey F. Hamburger, die Musikwissenschaftler Robert D. Levin und Bernard Rands sowie die Rechtswissenschaftler Lawrence Lessig und Alan Dershowitz.
Auch deutsche Professoren, beispielsweise Karl Lauterbach, Klaus M. Schmidt, Josef Sudbrack und Henrik Enderlein lehrten als Gastprofessoren an der Universität.
In der Vergangenheit gehörten dem Lehrkörper u. a. an:
William Z. Ripley,
Joseph Schumpeter,
Stanley Hoffmann,
Adam Bruno Ulam,
E. O. Wilson,
Michael Walzer,
Martin Feldstein, Guido Goldman, Robert Nozick,
Stephan Thernstrom und
Roy Glauber.

## Austauschprogramm
Seit 2006 betreibt die Harvard University ein Austauschprogramm an der Universität von Havanna. Dadurch erhalten jedes Jahr dutzende Harvard-Studenten sowie kubanische Dozenten die Möglichkeit eines Auslandsaufenthalts. 2017 wurde ein neuer Vertrag unterzeichnet, der die wissenschaftliche Kooperation und den Bildungsaustausch zwischen Kuba und den Vereinigten Staaten weiter ausbauen soll.

## Dokumentarfilm
- Verita$: Everybody Loves Harvard. Regie: Shin Eun-jung, 2011[57]